# محافظة غوال
غَوال هي محافظة تقع في إقليم بوكي في غينيا. عاصمتها غوال. تبلغ مساحة المحافظة 7758 كيلومتر مربع ويبلغ عدد سكانها 194245 نسمة.

## المحافظات الفرعية
تنقسم المحافظة إدارياً إلى 8 محافظات فرعية :
1. غوال مركز
2. فولموري
3. كاكوني
4. كومبيا
5. كونسيتيل
6. ملانتا
7. توبا
8. ويندو مبور